# 蔡瑁
蔡瑁（？—？，活跃期190–208），字德珪，荊州南郡襄陽縣人，劉表繼妻蔡氏之兄，一曰為蔡氏之弟。

## 生平

### 出身豪族
南郡襄陽豪族蔡氏，姑母是東漢太尉張溫之妻。長姊與妹妹分別為黃承彥（諸葛亮的岳父）之妻與劉表繼室。蔡瑁少年時與曹操交好。

### 出仕劉表
初平元年（190年），劉表代王睿為荊州刺史，當時江南宗賊興盛，劉表為平定江南，曾和襄陽蔡瑁及南郡蒯越、蒯良一起商議平定江南的計策。
仕奉劉表期間，歷任江夏、南郡、章陵等諸郡太守。初平三年（192年），劉表獲得漢廷封賜為鎭南將軍，其後蔡瑁則被劉表任命為「鎮南將軍軍師」。
劉表的兩子劉琦和劉琮，起初劉表喜愛劉琦，後因劉表為劉琮娶其後妻蔡氏之姪女，於是喜愛劉琮，欲以其為後，蔡瑁和劉表外甥張允亦經常詆毁劉琦而讚譽劉琮，劉琦不自寧，在諸葛亮建議下，向劉表請求出任江夏太守。後來劉表病重，劉琦曾去探望劉表，蔡瑁、張允擔心劉表觸動父子之情，會令劉表確立劉琦為嗣，因此將劉琦拒之門外，劉琦只得流淚離去。劉表去世後，蔡瑁、張允等遂以劉琮為嗣。
《三国志·先主传》的注引《世语》曾记载刘备在荆州时，蔡瑁和蒯越企图在刘表宴请刘备时谋害刘备，但最后没有成功。三國演義即是據此改寫，然而東晉學者孫盛質疑該故事的真實性。

### 歸降曹操
劉表病亡後，擁護劉琮繼位，在公元208年曹操揮軍入荊州時，與蒯越共同迫劉琮降伏曹操，爾後仕入曹操麾下，歷任從事中郎、司馬、長水校尉，封爵為漢陽亭侯。

## 家族
- 父蔡諷，南陽豪族
  - 長姊蔡氏嫁黃承彥
    - 外甥女黃氏嫁諸葛亮
      - 外甥孫諸葛瞻、諸葛喬

  - 妹蔡氏嫁劉表
  - 另有一妹曾被劉表許桓階為妻，但為其拒絕

## 艺术形象

### 演義中的蔡瑁
在小説《三國演義》裏，蔡瑁因其姐為劉表後妻，是以蔡瑁以親見任。孫堅曾因暗匿傳國玉璽，先與劉表結怨；蔡瑁被遣出陣，卻被黃蓋以鐵鞭擊中護心鏡而敗走。後劉表復與孫堅接戰，謀士蒯良勸穩守，蔡瑁卻執意迎戰，結果又為孫堅大將程普所敗。劉備依附荊州時，蔡瑁深忌劉備，設計欲於宴會上刺殺，又作反詩嫁禍於劉備，但是都沒有成功。劉表死後，蔡瑁立劉琮為繼，又大力勸其降曹。
曹操到達江陵後，聽聞蔡瑁善打水戰，命他及張允總統南征水軍。但在赤壁之戰前，蔣幹中了周瑜的反間計，向曹操獻上蔡瑁和張允陰謀反叛的報告，曹操一時沒有分別其真偽，就召喚蔡瑁、張允二人前來，蔡瑁、張允二人不知其意，被曹操令武士推出去斬首。後來曹操才知道中計，但為時已晚。蔡瑁及張允被曹操誤殺是曹操在赤壁之戰中失敗的原因之一，使之沒有一個善統水軍的將領，同時也令荊州軍團的忠誠度減低。

### 影視戲劇
- 1985年電視劇《諸葛亮》：伍永森
- 1994年電視劇《三國演義》：么岳
- 1996年電視劇《關公》：白原
- 1999年電影《一代枭雄曹操》：尤建国
- 2004年電視劇《武圣关公》：罗帅
- 2008年、2009年電影《赤壁》《赤壁：決戰天下》：一真
- 2010年電視劇《三国》：刘丹
- 2012年電視劇《回到三國》：何啟南

### 動漫遊戲
- 漫畫《蒼天航路》（王欣太）
- 漫畫《火鳳燎原》（陳某）

## 評價
- 曹操：“德珪，故忆往昔共见梁孟星，孟星不见人时否？闻今在此，那的面目见卿耶！”
- 曹丕：“佞邪秽政，爱恶败俗，国有此二事，欲不危亡，不可得也。何进灭于吴匡、张璋，袁绍亡于审配、郭图，刘表昏于蔡瑁、张允。”“匡、璋、配、图、瑁、允之徒，固未足多怪，以后监前，无不烹菹夷灭，为百世戮试。”（《典论》）
- 习凿齿：“性豪自喜。”（《襄阳耆旧记》）
- 曾巩：“昔人依刘表，意气傅至今。广路竞朱毂，深藏閟黄金。构难琦琮间，咎责积已深。终贻覆宗累，苟得非所钦。 ”